# 베네 이스라엘
베네 이스라엘(Bene Israel)는 마하라슈트라주의 유대인 집단이다. 사라진 열 지파의 후손이라고 제안되었다. 식민지 시절에 인도 영화계에 많은 공헌을 했다. 유대인의 후손인지 논란의 여지가 있지만, 큰 의문 없이 유대인으로 받아들여져 인도의 독립과 이스라엘의 건국 이후, 많은 수가 이스라엘로 이주하였다.

## 같이 보기
- 브네이 므낫세